# フランシスコ・プエルタス
フランシスコ・ホセ・プエルタス・ソト（Francisco José Puertas Soto、1963年9月18日 - ）は、スペイン・ギプスコア県ラスカオ出身のラグビーユニオン選手。ポジションはフルバック(FB)、スタンドオフ(SO)。

## 経歴
1991年から1996年まではフランス・トップ14のバイヨンヌでプレーした。1994年から2001年までにラグビースペイン代表で93キャップを記録しており、スペイン代表の歴代最多出場記録を保持している。1999年にはウェールズで開催されたワールドカップ本大会に出場したが、スペイン代表は3戦全敗に終わっている。

## 所属クラブ
- 1981-1984  オルディシアRE
- 1984-1991  レアル・カノエ
- 1991-1996  バイヨンヌ
- 1996-2004  サン＝ジャン＝ド＝リュズ
- 2004-2006  オルディシアRE